# Línea 42 (S-Trein Lieja)
La línea 42 de S-Trein Lieja es una línea que une la estación de Liers con la de Flémalle-Haute, ambas en la provincia de Lieja, pasando por Lieja.
Es la cuarta línea en número de estaciones, distancia y duración de la red.

## Historia
Tras la implementación de la red S-Trein Bruselas, SNCB comenzó a trabajar en la extensión del sistema a otras ciudades belgas, entre las cuales se encuentra Lieja. Por ello, el 3 de septiembre de 2018, se inauguró la red, con 4 líneas iniciales. Entre ellas, se encuentra la línea .

## Correspondencias
- entre Liège-Guillemins y Herstal
- entre Liège-Guillemins y Liers
- entre Liège-Guillemins y Flémalle-Haute

## Estaciones
|  |   |  | Estación            | Municipio | Correspondencia                                             |  |
|  | - |  | ------------------- | --------- | ----------------------------------------------------------- |  |
|  | ■ |  | Liers               | Herstal   | 70 73 87 134                                                |  |
|  | ■ |  | Milmort             | Herstal   |                                                             |  |
|  | ■ |  | Herstal             | Herstal   | 76                                                          |  |
|  | ■ |  | Liège—Saint-Lambert | Lieja     | 1 4 12 19 24 53 61 71 72 73 75 81 82 83 84 85 88 90 94 175  |  |
|  | ■ |  | Liège—Carré         | Lieja     |                                                             |  |
|  | ■ |  | Liège—Guillemins    | Lieja     | 1 2 3 4 9 17 25 27 30 48 58 64 65 90 94 138 140 240 248 377 |  |
|  | ■ |  | Ougrée              | Seraing   | 9 25 27                                                     |  |
|  | ■ |  | Seraing             | Seraing   | 15 46 47                                                    |  |
|  | ■ |  | Flémalle-Haute      | Flémalle  |                                                             |  |

## Explotación de la línea

### Frecuencias
| Estaciones | Lunes a viernes | Sábados, domingos y festivos |
| ---------- | --------------- | ---------------------------- |
| Liers      | 60 min          | 60 min                       |
| Ougrée     | 60 min          | 60 min                       |
| 30 min     | 30 min          |                              |
| 30 min     | 30 min          | Flémalle                     |

### Horarios
| Estaciones | Tiempo | Tiempo | Tiempo |
| ---------- | ------ | ------ | ------ |
| Liers      | 0:24   | 0:24   | 0:41   |
| Guillemins | 0:24   | 0:24   | 0:41   |
| 0:08       | 0:17   |        | 0:41   |
| 0:08       | 0:17   | Ougrée | 0:41   |
| 0:09       | 0:17   |        | 0:41   |
| Flémalle   | 0:17   |        | 0:41   |

## Futuro
Por el momento no se prevén modificaciones en el servicio a futuro.